# 429-й истребительный авиационный полк
429-й истребительный авиационный полк — воинская часть Вооружённых сил СССР в Великой Отечественной войне.

## История
Полк выделен из состава 160-го истребительного авиационного полка в августе 1941 года, был вооружён самолётами ЛаГГ-3.
В составе действующей армии с 16 сентября 1941 по 24 февраля 1942 и с 18 мая 1942 по 11 июня 1942 года.
Боевые действия начал 16 сентября 1941 года в составе 4-й смешанной авиационной дивизии на Северо-Западном фронте в районе Демянска
24 февраля 1942 года, после расформирования 4-й смешанной авиационной дивизии отправлен на переформирование, был вооружён самолётами Як-1.
По данным Перечня № 12 поступил в действующую армию 16 мая 1942 года, однако в то же время по Справочнику боевого состава на 1 июня 1942 года числится в Приволжском военном округе.
Так или иначе, есть данные о том, что 19 мая 1942 года 12 истребителей полка вели бой с большой группой Bf.109 из состава JG77, потерял 4 машины, заявив о 6 сбитых самолётах (по документам JG77 подтверждается только один). 25 мая 1942 года полк прикрывал 820-й штурмовой авиационный полк (220-я истребительная авиационная дивизия), который штурмовал мотомехчасти противника, выдвигающиеся из районов Барвенково, Марьевка, Петровская на север и есть данные о погибших в течение мая 1942 года в Ворошиловградской области лётчиках. По некоторым данным, в период с 22 мая 1942 года по 28 мая 1942 года входил в состав 220-й истребительной авиационной дивизии, действовавшей на Юго-Западном фронте (8-я воздушная армия), а с 29 мая 1942 года входил в состав 228-й штурмовой авиационной дивизии.
11 июня 1942 года 429-й истребительный авиационный полк переименован в 875-й истребительный авиационный полк.

## Наименования полка
За весь период своего существования полк несколько раз менял своё наименование:
- 160-й истребительный авиационный полк
- 429-й истребительный авиационный полк
- 875-й истребительный авиационный полк
- 66-й гвардейский истребительный авиационный полк
- 66-й гвардейский Краснознамённый истребительный авиационный полк
- 66-й гвардейский Виленский Краснознамённый истребительный авиационный полк
- 66-й гвардейский Виленский Краснознамённый ордена Суворова III степени истребительный авиационный полк
- 841-й гвардейский Виленский Краснознамённый ордена Суворова истребительный авиационный полк
- 841-й гвардейский Виленский Краснознамённый ордена Суворова авиационный полк истребителей-бомбардировщиков
- 841-й гвардейский морской Виленский Краснознамённый ордена Суворова авиационный полк истребителей-бомбардировщиков
- 841-й отдельный гвардейский морской Виленский Краснознамённый ордена Суворова авиационный полк истребителей-бомбардировщиков
- 841-й отдельный гвардейский Виленский Краснознамённый ордена Суворова вертолётный противолодочный полк
- Полевая почта 35438

## Участие в операциях и битвах
- Харьковская операция — с 15 мая 1942 года по 29 мая 1942 года.

## Подчинение
| Дата            | Фронт (округ)             | Армия               | Корпус | Дивизия                                  | Примечания                             |
| --------------- | ------------------------- | ------------------- | ------ | ---------------------------------------- | -------------------------------------- |
| 16.09.1941 года | Северо-Западный фронт     |                     | -      | 6-я смешанная авиационная дивизия        | -                                      |
| 15.10.1941 года | Северо-Западный фронт     | 27-я армия          | -      | 4-я смешанная авиационная дивизия        | -                                      |
| 01.11.1941 года | Северо-Западный фронт     | -                   | -      | 4-я смешанная авиационная дивизия        | -                                      |
| 01.12.1941 года | Северо-Западный фронт     | -                   | -      | 4-я смешанная авиационная дивизия        | -                                      |
| 01.01.1942 года | Северо-Западный фронт     | -                   | -      | 4-я смешанная авиационная дивизия        | -                                      |
| 01.02.1942 года | Калининский фронт         | 4-я ударная армия   | -      | 4-я смешанная авиационная дивизия        | -                                      |
| 24.02.1942 года | Приволжский военный округ | -                   | -      | 16-й запасной авиационный полк           | пос. Баланда Саратовской области, Як-1 |
| 01.03.1942 года | Московский военный округ  | -                   | -      | -                                        | переформировывался                     |
| 01.04.1942 года | Приволжский военный округ | -                   | -      | -                                        | переформировывался                     |
| 01.05.1942 года | Приволжский военный округ | -                   | -      | -                                        | переформировывался                     |
| 18.05.1942 года | Юго-Западный фронт        | 8-я воздушная армия | -      | 220-я истребительная авиационная дивизия | Як-1                                   |
| 11.06.1942 года | Юго-Западный фронт        | 8-я воздушная армия | -      | 220-я истребительная авиационная дивизия | переименован в 875-й иап               |

## Командиры
- майор Костромин Анатолий Аникеевич[1], 09.1940 — 05.07.1941 г. (погиб)
- майор Романов Николай Алексеевич[1], 08.1941 — 18.10.1941 (погиб)
- капитан, майор, подполковник Ковалёв Алексей Родионович[1], 04.1942 — 07.09.1943

## Статистика боевых действий
Всего за период с 1941 по 17 мая 1942 года полком:
| Выполнено боевых вылетов | Потеряно самолётов, всего | Погибло лётчиков всего |
| ------------------------ | ------------------------- | ---------------------- |
| 3500                     | 16                        | 6                      |